# Chucho Martínez Gil
Jesús Bojalil Gil (Puebla, 19 de diciembre de 1917-Ciudad de México, 22 de mayo de 1988), conocido como Chucho Martínez Gil, fue un cantante y compositor mexicano.

## Biografía y carrera

### Primeros años
Jesús Bojalil Gil nació el 19 de diciembre de 1917 en Puebla, siendo hijo del libanés Felipe Bojalil, y la mexicana Carmen Gil de Bojalil, así como hermano de Alfredo y Felipe Gil.
Durante su infancia vivió en Misantla y en Xalapa, donde cursó sus estudios de primaria y secundaria. Después vivió en Centro y Sudamérica, en Cuba y en Puerto Rico. También residió un tiempo en Canadá y en diferentes momentos en Estados Unidos.

### Trayectoria musical
Comenzó su carrera musical en 1934, a los diecisiete años, en una gira de conciertos con Gonzalo Curiel. Sus primeros éxitos fueron el vals Ensoñación y Dos arbolitos, una canción que también fue interpretada por varios cantantes fuera de México.
De esta última canción ("Dos arbolitos"), existe alguna controversia, pues según algunas fuentes, esta canción fue compuesta por Silvino Gómez oriundo del Cahulote de Santa Ana (Turicato, Michoacán).

## Vida personal y muerte
En fecha desconocida, contrajo matrimonio con la actriz mexicana Rosario Gutiérrez, con quien procreó dos hijos.
El 22 de mayo de 1988, Chucho falleció en Ciudad de México a los 70 años de edad.

## Premios
Chucho Martínez Gil recibió en vida numerosos premios, entre ellos el de la Sociedad de Autores y Compositores de Música (SACM) que lo condecoró con la Medalla Agustín Lara; el Diploma de honor que da el Club de Leones de Monterrey y la Ciudad de Misantla le concedió la ciudadanía honoraria, en mayo de 1975.